# 母なる夜
『母なる夜』（ははなるよる、原題：Mother Night）はアメリカの作家カート・ヴォネガットによる1961年の長編小説。
第二次世界大戦時、ナチスの広報員として戦争に加担しながら、同時にアメリカのスパイとして活動していた男キャンベルが語り手。前提が何度もひっくり返される複雑な展開であり、キーパーソンであるフランク・ワータネンがキャンベルの妄想の産物であるという可能性も示唆されている、信頼できない語り手による叙述が特徴である。
映画化され、1996年に公開された（en:Mother Night (film)）。

## あらすじ
1912年にアメリカで生まれたハワード・W・キャンベル・ジュニアは、11歳の時に親についてドイツに移り、劇作家となる。1938年、妻のヘルガ・ノトと結婚したキャンベルは、フランク・ワータネンという人物にアメリカの特務機関員にスカウトされる（しかし後にアメリカ政府は、フランク・ワータネンという人物は特務機関に存在しなかったと主張する）。戦争が始まり、キャンベルはナチスの国際放送員として働きながら、指示の通りスパイとして暗号を放送に混ぜ込む。終戦後、キャンベルは犯罪者としては裁かれずに、アメリカ当局の援助でニューヨークの小さなアパートに身を隠し生活するようになる。
戦時中に亡くなった妻を悲しみながらモルヒネを常用する孤独な生活を十数年続けた後、キャンベルはアパートの隣人、ジョージ・クラフトという絵描きの老人と出会い、共にチェスをする友人となる。そんなある日、白人至上主義団体の指導者であるライオネル・ジョーンズという老歯科医が、亡き妻ヘルガそっくりの女性を連れて彼の元を尋ねる。彼女はヘルガの妹、レシ・ノトだった。
イスラエル政府がキャンベルを逮捕しようとしていることが明らかになり、キャンベルたちはジョーンズの隠れ家に移る。レシはキャンベルとクラフトと3人でメキシコシティに旅立とうと語る。しかしその寸前で、再会したワータネンから、レシとクラフトはソ連のスパイであり、キャンベルをモスクワに連行しようとしていると聞かされる。そしてキャンベルたちの元に連邦捜査官が乗り込み、全員が逮捕され、レシは自殺する。すぐに釈放されたキャンベルは自分のアパートに戻り、そして自らの意思でイスラエルに投獄されることを選ぶ。
獄中でキャンベルは、ワータネンから、自分の本名はハロルド・J・スパローであり、自分は実在しており、キャンベルを特務機関員に任命したと証言すると語る手紙を受け取るが、キャンベルはすでに絞首刑に処されることを望んでいる。

## 日本語訳
- 池澤夏樹訳、白水社〈世界の文学〉、1979年 / 白水Uブックス、1984年
- 飛田茂雄訳、ハヤカワ文庫、1987年、NDLJP:12708325

## 註釈
1. ↑  タイトルはゲーテの『ファウスト』より。